# Christmas Hills (del av en befolkad plats)
Christmas Hills är en del av en befolkad plats i Australien. Den ligger i kommunen Nillumbik och delstaten Victoria, omkring 37 kilometer nordost om delstatshuvudstaden Melbourne. Antalet invånare är 344. Den ligger vid sjön Sugarloaf Reservoir.
Runt Christmas Hills är det ganska glesbefolkat, med 34 invånare per kvadratkilometer.. Närmaste större samhälle är Eltham, omkring 19 kilometer sydväst om Christmas Hills.
I omgivningarna runt Christmas Hills växer i huvudsak städsegrön lövskog. Genomsnittlig årsnederbörd är 1 244 millimeter. Den regnigaste månaden är juli, med i genomsnitt 140 mm nederbörd, och den torraste är januari, med 49 mm nederbörd.